# ARFU Asian Rugby Championship 1996
L'Asian Rugby Championship 1996 (in inglese 1996 ARFU Asian Rugby Championship) fu il 15º campionato asiatico di rugby a 15 organizzato dall'ARFU, organismo continentale di governo della disciplina.
Si tenne tra il 2 e il 9 novembre 1996 a Taipei, capitale di Taiwan, e vide la riconferma di campione continentale del Giappone, al suo undicesimo titolo assoluto.
La formula avrebbe dovuto essere quella classica in uso da diverse edizioni, ovvero tra otto squadre divise in due gironi da quattro; tuttavia Singapore, visti gli scarsi risultati ottenuti nelle precedenti edizioni, a una settimana dall'inizio del torneo decise di non prendervi parte; in mancanza di tempo per ridisegnare la competizione, il gruppo di cui avrebbe dovuto fare parte fu ridotto a tre squadre.
La prima classificata di ogni raggruppamento avrebbe disputato la finale per il titolo, mentre la seconda classificata si sarebbe conteso il terzo posto nella finale di consolazione.
A vincere i rispettivi gironi furono Giappone e Corea del Sud che al Taipei Stadium si contesero il titolo: i nipponici si assicurarono la vittoria per 41-25 e l'uomo partita fu Daisuke Ōhata, esordiente quel giorno e realizzatore delle prime tre delle 69 mete della sua carriera internazionale.
Il terzo posto fu appannaggio di Hong Kong, presente al suo ultimo campionato asiatico da territorio britannico; di lì a pochi mesi la città-Stato asiatico passò sotto la sovranità della Cina, anche se determinati organismi sportivi, incluso quello del rugby, rimasero da questa indipendenti.

## Squadre partecipanti
| Girone A      | Girone B      |
| ------------- | ------------- |
| Giappone      | Corea del Sud |
| Singapore     | Hong Kong     |
| Taipei cinese | Malaysia      |
| Thailandia    | Sri Lanka     |

## Fase a gironi

### Girone A
| Data            | Incontro                    | Risultato | Sede   |
| --------------- | --------------------------- | --------- | ------ |
| 2 novembre 1996 | Taipei cinese — Thailandia  | 53-15     | Taipei |
| 4 novembre 1996 | Giappone XV — Thailandia    | 141-10    | Taipei |
| 6 novembre 1996 | Taipei cinese — Giappone XV | 12-101    | Taipei |

#### Classifica
|    | Squadra       | G | V | N | P | P+  | P-  | P±   | PT |
| -- | ------------- | - | - | - | - | --- | --- | ---- | -- |
| A1 | Giappone      | 2 | 2 | 0 | 0 | 242 | 22  | +220 | 4  |
| A2 | Taipei cinese | 2 | 1 | 0 | 1 | 65  | 116 | -51  | 2  |
|    | Thailandia    | 2 | 0 | 0 | 2 | 25  | 194 | -169 | 0  |

### Girone B
| Data            | Incontro                  | Risultato | Sede   |
| --------------- | ------------------------- | --------- | ------ |
| 3 novembre 1996 | Hong Kong — Malaysia      | 103-5     | Taipei |
| 3 novembre 1996 | Corea del Sud — Sri Lanka | 60-20     | Taipei |
| 5 novembre 1996 | Malaysia — Corea del Sud  | 5-112     | Taipei |
| 5 novembre 1996 | Hong Kong — Sri Lanka     | 66-13     | Taipei |
| 7 novembre 1996 | Hong Kong — Corea del Sud | 15-19     | Taipei |
| 7 novembre 1996 | Malaysia — Sri Lanka      | 6-31      | Taipei |

#### Classifica
|    | Squadra       | G | V | N | P | P+  | P-  | P±   | PT |
| -- | ------------- | - | - | - | - | --- | --- | ---- | -- |
| B1 | Corea del Sud | 3 | 3 | 0 | 0 | 191 | 40  | +151 | 6  |
| B2 | Hong Kong     | 3 | 2 | 0 | 1 | 184 | 37  | +147 | 4  |
|    | Sri Lanka     | 3 | 1 | 0 | 2 | 64  | 132 | -68  | 2  |
|    | Malaysia      | 3 | 0 | 0 | 3 | 16  | 246 | -230 | 0  |

## Finali

### Finale per il 3º posto
| Taipei 9 novembre 1996 | Taipei cinese | 12 – 114 referto | Hong Kong | Taipei Stadium |

### Finale
| Arbitro: | Pornchai Prachaniyom |

|                                                         |      |                                        |
| Ōhata 40’, 61’, 78’ Ozeki 41’ Nakamura 49’ Kajihara 73’ | mt   | 3’ No 33’ Yoo 79’, 80’ Kim Young choon |
| Hirose 61’                                              | tr   | 3’ Song                                |
| Hirose 7’, 11’, 55’                                     | c.p. | 68’ Song                               |